# Rob Harrison
Rob Harrison (Reino Unido, 5 de junio de 1959) es un atleta británico retirado especializado en la prueba de 800 m, en la que consiguió ser campeón europeo en pista cubierta en 1985.

## Carrera deportiva
En el Campeonato Europeo de Atletismo en Pista Cubierta de 1985 ganó la medalla de oro en los 800 metros, con un tiempo de 1:49.09 segundos, por delante del rumano Petru Drăgoescu  y del soviético Leonid Masunov.